# История о плывущих водорослях
«История о плывущих водорослях» (яп. 浮草物語, Ukikusa monogatari; англ. A Story of Floating Weeds) — немой фильм режиссёра Ясудзиро Одзу, вышедший на экраны в 1934 году. Лента получила премию журнала «Кинэма Дзюмпо» за лучший фильм. В 1959 году Одзу снял цветной ремейк этой своей работы — картину «Плывущие водоросли».

## Сюжет
Группа бродячих актёров приезжает с гастролями в тихий провинциальный городок. Кихати, руководитель труппы, объявив, что должен посетить своего местного благодетеля, отправляется к Оцунэ, женщине, которая многие годы в одиночку растит их общего сына. Синкити, уже студент, даже не подозревает, кем является беззаботный дядюшка, изредка посещающий их дом. Тайну Кихати узнаёт Отака, одна из актрис труппы, и из ревности хочет рассказать всё Синкити. После того, как это не удаётся, она подговаривает свою младшую товарку Отоки соблазнить юношу. Та успешно воплощает план, однако в ходе его выполнения сама влюбляется в Синкити.

## В ролях
- Такэси Сакамото — Кихати
- Тёко Иида — Оцунэ
- Кодзи Мицуи — Синкити
- Риэко Ягумо — Отака
- Ёсико Цубоути — Отоки
- Томио Аоки — Томибо
- Рэйко Тани — отец Томибо

## О фильме
Фильм снимался с сентября по ноябрь 1934 года и вышел на экраны токийских кинотеатров 23 ноября того же года. Сохранилась лишь немая версия ленты, хотя первоначально имелся и звуковой вариант. Это был второй случай, после не сохранившегося фильма «До новой встречи» (1932, Mata au hi made), когда Одзу делал и звуковые версии своих немых картин. В фильм была включена дополнительно песня «Путешествие в моросящий дождь» («Сигуратаби»), вероятно для придания картине большей коммерческой привлекательности. Первым же сохранившимся полностью звуковым фильмом мастера является «Единственный сын» (1936).
В «Истории о плывущих водорослях» вновь, как и в фильме 1933 года «Каприз», главным героем является Кихати, но, как объясняет сам режиссёр, это не обязательно тот же человек, у них лишь сходство черт характера. На сей раз Кихати является странствующим актёром. Впервые в фильмах Одзу герой оставляет Токио и ведёт бродячую жизнь, отказавшись от постоянного места жительства, семьи или намерений её завести. И даже заменитель семьи (в данном случае — труппа актёров), в конце концов, тоже распадается. Кихати, герой «Каприза», оставлял Токио, но всё же, не доехав до места назначения, возвращался, влекомый силой гравитации. Кихати в «Истории о плывущих водорослях» был создан Одзу по мотивам американского фильма режиссёра Джорджа Фицмориса «Зазывала» (1928, The Barker), мелодрамы, имевшей успех у японских кинозрителей. По сравнению со всеми другими работами Одзу в этом фильме заметно сильное мелодраматическое влияние. Столкновение в концовке между Кихати и его сыном Синкити взято режиссёром из пьесы японского прозаика Кана Кикути «Возвращение отца».
Кихати, как и многие другие герои ленты, носит кимоно на протяжении всего фильма, что вообще не характерно для ранних фильмов Одзу. В его предыдущих лентах герои не только жили в Токио, но и носили западную одежду. Фильм был подвержен цензуре. После рандеву с Синкити Отоки, придя домой, снимает носки (таби). Это считалось слишком эротичным по тем временам.
Именно с этого, довольно удивительного по своей форме, фильма начинает проявляться в работах мастера то, что будет названо «стилем Одзу». Это видно уже с самого начала — с титров: впервые здесь иероглифы поданы на фоне мешковины, что впоследствии стало обычным в его лентах. Здесь также применена низкая постановка камеры (впоследствии также у маэстро это будет регулярным), сюжет протекает медленно, но с хорошим прогрессом, добавлены некоторые комичные моменты в драматическом по сути повествовании. Много общего с его более поздними фильмами, только камера здесь более подвижна.
Это фильм, который был хорошо принят. Хотя некоторые причисляют его к моей «серии о Кихати», я с этим не согласен, потому что герои по имени Кихати, как правило, имеют лишь общие черты. В тот период все в моём окружении работали со звуком, в то время как я подвис на немом кино. Тем не менее, с 1932 года в течение трёх лет подряд мои немые, включая и эту картину, были выбраны лучшими фильмами по версии журнала Kinema Junpo. Однако мне не должно было повезти и на следующий год.